# Winnie, Texas
Winnie là một nơi ấn định cho điều tra dân số (CDP) thuộc quận Chambers, tiểu bang Texas, Hoa Kỳ. Năm 2010, dân số của nơi này là 3254 người.

## Dân số
- Dân số năm 2000: 2914 người.
- Dân số năm 2010: 3254 người.